# Die Ausflüge des Herrn Brouček
Die Ausflüge des Herrn Brouček (tschechischer Originaltitel: Výlety páně Broučkovy) ist eine burleske Oper in zwei Teilen von Leoš Janáček nach einem tschechischen Libretto der Hauptautoren Viktor Dyk und František Procházka Sarafínský unter Beteiligung von František Gellner, Josef Hóly, Zykmund Janke und Karel Mašek. Die Uraufführung fand am 23. April 1920 im Prager Nationaltheater statt.

## Orchester
Die Orchesterbesetzung der Oper enthält die folgenden Instrumente:
- Holzbläser: Piccoloflöte, vier Flöten, zwei Oboen, Englischhorn, Klarinette, Bassklarinette, zwei Fagotte, Kontrafagott
- Blechbläser: vier Hörner, drei Trompeten, drei Posaunen, Tuba
- Pauken, Schlagzeug: große Trommel, Becken, Tamtam, Triangel, Glockenspiel, Xylophon
- Harfe
- Celesta
- Streicher
- Bühnenmusik hinter der Szene: Dudelsack (oder zwei Oboen und Fagott)

## Werkgeschichte

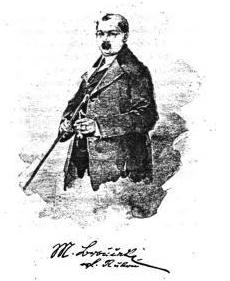
Herr Brouček, Illustration von Viktor Oliva für die Romanvorlage (1889)

Die Oper wurde zwischen 1908 und 1917 komponiert und am 23. April 1920 am Nationaltheater Prag uraufgeführt. Die Aufführung wurde kühl aufgenommen. Es handelt sich um die einzige Oper Janáčeks, die nicht in Brünn uraufgeführt wurde.
Das Libretto basiert auf zwei satirischen Romanen mit dem gleichen Protagonisten: Der Ausflug des Herrn Broučeks zum Mond (Nový epochální výlet pana Broučka, 1887) und Der Ausflug des Herrn Brouček ins fünfzehnte Jahrhundert (Nový epochální výlet pana Broučka, tentokrát do patnáctého století, 1888) des Schriftstellers Svatopluk Čech. Der Romanautor selbst ist eine Figur in der Oper, die zu Beginn des zweiten Aktes als Vision erscheint.
Die satirische Absicht ist in jedem der beiden Teile unterschiedlich. Im ersten Teil bezieht sich die Satire auf eine tschechische Künstlergemeinschaft, die die Taverne „Vikarka“ am Fuß des Prager Hradschin frequentierte.
Die deutschsprachige Erstaufführung fand am 19. November 1959 im Münchner Prinzregententheater statt. Es sangen u. a. Lorenz Fehenberger, Fritz Wunderlich, Kurt Böhme und Wilma Lipp. Der Dirigent war Joseph Keilberth.